# Frontera entre Benín y Nigeria
La frontera entre Benín y Nigeria separa a Benín al oeste y a Nigeria al este.
Es una de las cuatro fronteras de Benín (junto con aquella con Togo al oeste y aquellas con Burkina Faso y con Níger al norte) y una de las cuatro de Nigeria (junto con aquella con Níger al norte, con Chad al noreste y con Nigeria al este).
De una longitud de 773 km, inicia sobre la costa del golfo de Guinea, remonta hacia el norte sobre aproximadamente 300 km, después gira al este sobre 35 km para tomar una dirección noreste. El río Beffa marca esta frontera sobre su parte central.
Oficialmente, los conflictos fronterizos han sido resueltos en 2009 y la creación de una comisión mixta benino-nigeriana de delimitación de las fronteras. Pero algunos incidentes perduran como aquellos de agosto de 2013 causados por militares nigerianos en Malanville. Esta ciudad del norte de Benín, aunque fronteriza con Níger pero muy cercano de Nigeria, es uno de los principales puntos de tráfico entre Nigeria y Benín, principalmente de hidrocarburos (kpayo). Está poblada mayoritariamente por la comunidad Yoruba, uno de los principales pueblos de Nigeria. 